# Razred podmornic Seawolf
Razred Seawolf je razred jurišnih jedrskih podmornic, ki jih uporablja vojna mornarica Združenih držav Amerike.

## Podmornice razreda Seawolf
- USS Seawolf (SSN-21)
- USS Connecticut (SSN-22)
- USS Jimmy Carter (SSN-23)